# نراد مومی
نراد مومی (نام علمی: Abies firma) نام یک گونه از سرده نراد است.